# مقاطعة إيل
مقاطعة إيل (بالصومالية: Degmada Eyl)‏ هي مقاطعة في شمال شرق منطقة نوجال في الصومال. عاصمتها إيل.
إيل جزء من ولاية بونتلاند، شمال شرق الصومال. تعرضت المقاطعة لهجوم من حركة الشباب التابعة لداعش في 15 مارس 2016 وسيطر المقاتلون الذين أغاروا على المنطقة من جهة البحر عبر قوارب صغيرة على بلدة غرمال الصغيرة التابعة للمقاطعة واندلعت اشتباكات بينها وبين قوات الأمن في بونتلاند التي شنت غارة على البلدة في 16 مارس 2016. وأسفرت الاشتباكات عن سيطرة قوات الأمن على البلدة وسقوط 13 قتيلا من حركة الشباب، وتراجعهم نحو ساحل الصومال وقبضت القوات الأمنية على عدد من المقاتلين في الأيام التالية واستعادت المقاطعة بالكامل. وأعلن رئيس حكومة بونتلاند عبد الولي محمد علي غاس في زيارة قام بها للمناطق التي شهدت المعارك أن حركة الشباب ليس لها موطئ قدم في بونتلاند.

## روابط خارجية
- مناطق الصومال
- الخريطة الإدارية لمنطقة إيل